# Blastobotrys
Blastobotrys är ett släkte av svampar. Blastobotrys ingår i familjen Trichomonascaceae, ordningen Saccharomycetales, klassen Saccharomycetes, divisionen sporsäcksvampar och riket svampar.
|              | Zygoascus |
|              | |
| Blastobotrys | \| \| Blastobotrys arbuscula \| \| \| \| \| \| Blastobotrys capitulata \| \| \| \| \| \| Blastobotrys elegans \| \| \| \| \| \| Blastobotrys gigas \| \| \| \| \| \| Blastobotrys aristata \| \| \| \| \| \| Blastobotrys proliferans \| \| \| \| \| \| Blastobotrys nivea \| \| \| \| \| \| Blastobotrys malaysiensis \| \| \| \| \| \| Blastobotrys americana \| \| \| \| \| \| Blastobotrys illinoisensis \| \| \| \| \| \| Blastobotrys muscicola \| \| \| \| \| \| Blastobotrys peoriensis \| \| \| \| \| \| Blastobotrys raffinosifermentans \| \| \| \| \| \| Blastobotrys robertii \| \| \| \| \| \| Blastobotrys indianensis \| \| \| \| \| \| Blastobotrys adeninivorans \| \| \| \| \| \| Blastobotrys attinorum \| \| \| \| \| \| Blastobotrys chiropterorum \| \| \| \| \| \| Blastobotrys mokoenaii \| \| \| \| \| \| Blastobotrys parvus \| \| \| \| \| \| Blastobotrys terrestris \| \| \| \| \| \| Blastobotrys serpentis \| \| \| \| |
|              | \| \| Blastobotrys arbuscula \| \| \| \| \| \| Blastobotrys capitulata \| \| \| \| \| \| Blastobotrys elegans \| \| \| \| \| \| Blastobotrys gigas \| \| \| \| \| \| Blastobotrys aristata \| \| \| \| \| \| Blastobotrys proliferans \| \| \| \| \| \| Blastobotrys nivea \| \| \| \| \| \| Blastobotrys malaysiensis \| \| \| \| \| \| Blastobotrys americana \| \| \| \| \| \| Blastobotrys illinoisensis \| \| \| \| \| \| Blastobotrys muscicola \| \| \| \| \| \| Blastobotrys peoriensis \| \| \| \| \| \| Blastobotrys raffinosifermentans \| \| \| \| \| \| Blastobotrys robertii \| \| \| \| \| \| Blastobotrys indianensis \| \| \| \| \| \| Blastobotrys adeninivorans \| \| \| \| \| \| Blastobotrys attinorum \| \| \| \| \| \| Blastobotrys chiropterorum \| \| \| \| \| \| Blastobotrys mokoenaii \| \| \| \| \| \| Blastobotrys parvus \| \| \| \| \| \| Blastobotrys terrestris \| \| \| \| \| \| Blastobotrys serpentis \| \| \| \| |
|              | Trichomonascus |
|              | |
|              | Wickerhamiella |
|              | |
|              | Sugiyamaella |
|              | |
|              | Blastobotrys arbuscula |
|              | |
|              | Blastobotrys capitulata |
|              | |
|              | Blastobotrys elegans |
|              | |
|              | Blastobotrys gigas |
|              | |
|              | Blastobotrys aristata |
|              | |
|              | Blastobotrys proliferans |
|              | |
|              | Blastobotrys nivea |
|              | |
|              | Blastobotrys malaysiensis |
|              | |
|              | Blastobotrys americana |
|              | |
|              | Blastobotrys illinoisensis |
|              | |
|              | Blastobotrys muscicola |
|              | |
|              | Blastobotrys peoriensis |
|              | |
|              | Blastobotrys raffinosifermentans |
|              | |
|              | Blastobotrys robertii |
|              | |
|              | Blastobotrys indianensis |
|              | |
|              | Blastobotrys adeninivorans |
|              | |
|              | Blastobotrys attinorum |
|              | |
|              | Blastobotrys chiropterorum |
|              | |
|              | Blastobotrys mokoenaii |
|              | |
|              | Blastobotrys parvus |
|              | |
|              | Blastobotrys terrestris |
|              | |
|              | Blastobotrys serpentis |
|              | |

|  | Blastobotrys arbuscula           |
|  |                                  |
|  | Blastobotrys capitulata          |
|  |                                  |
|  | Blastobotrys elegans             |
|  |                                  |
|  | Blastobotrys gigas               |
|  |                                  |
|  | Blastobotrys aristata            |
|  |                                  |
|  | Blastobotrys proliferans         |
|  |                                  |
|  | Blastobotrys nivea               |
|  |                                  |
|  | Blastobotrys malaysiensis        |
|  |                                  |
|  | Blastobotrys americana           |
|  |                                  |
|  | Blastobotrys illinoisensis       |
|  |                                  |
|  | Blastobotrys muscicola           |
|  |                                  |
|  | Blastobotrys peoriensis          |
|  |                                  |
|  | Blastobotrys raffinosifermentans |
|  |                                  |
|  | Blastobotrys robertii            |
|  |                                  |
|  | Blastobotrys indianensis         |
|  |                                  |
|  | Blastobotrys adeninivorans       |
|  |                                  |
|  | Blastobotrys attinorum           |
|  |                                  |
|  | Blastobotrys chiropterorum       |
|  |                                  |
|  | Blastobotrys mokoenaii           |
|  |                                  |
|  | Blastobotrys parvus              |
|  |                                  |
|  | Blastobotrys terrestris          |
|  |                                  |
|  | Blastobotrys serpentis           |
|  |                                  |